# Juan Ortiz de Zárate
Juan Ortiz de Zárate (ur. 1521 w Urduña, zm. 26 stycznia 1576 w Asunción) – hiszpański konkwistador, aktywny głównie na terenach La Platy.
Juan Ortiz de Zárate przybył do Południowej Ameryki w młodości i wziął udział w podboju Peru przez Diego de Almagro Starszego. Po śmierci de Almagro w 1538 przyłączył się do jego syna Diego de Almagro Młodszego w buncie przeciwko Franciszkowi Pizarro. Zbiegł po tym jak de Almagro Młodszy zginął w walce z Vaca de Castro.
Około 1567 roku został mianowany na adelantado terenów La Platy. Brał udział w konfliktach wokół sprawowania funkcji gubernatorskiej, gdy stanowisko to pełnili Francisco Ortiz de Vergara, Felipe de Cáceres oraz Martín Suárez de Toledo. W tym czasie wicekrólami Peru byli Diego López de Zúñiga y Velasco (zamordowany w 1564), Lope Garcia de Castro (1564–1569) oraz Francisco de Toledo (1569–1581). Sam de Zárate jest podawany jako gubernator La Platy i Paragwaju za lata 1564–1572 lub jako gubernator La Platy za lata 1572–1576, a nawet gubernator Paragwaju za rok 1570. Po konflikcie z de Toledo wrócił do Hiszpanii około roku 1569.
Otrzymał pozwolenie od króla Filipa II na zwerbowanie 500 rodzin w celu zasiedlenia zdobytych terenów i nominację gubernatorską. Własną wyprawę zorganizował w 1572 roku. Rok później przypłynął do Ameryki, w 1574 roku u ujścia Parany założył miasto nazwane na jego cześć Zárate. Rok później wyjechał do Asunción do swojego kuzyna Juana de Garaya z zamiarem przejęcia urzędu gubernatorskiego. Po śmierci Juana Ortiza de Zárate, do 1592 rządy w gubernatorstwie La Platy sprawowały różne osoby z jego kręgu rodzinnego: Diego Ortiz de Zárate, córka Juana Ortiz de Zárate i jej mąż Juan Torres de Vera y Aragón oraz sam de Garay.